# SPAD S.XIII
SPAD S.XIII là một loại máy bay tiêm kích hai tầng cánh của Pháp trong Chiến tranh thế giới I, do hãng Société Pour L'Aviation et ses Dérivés (SPAD) phát triển từ loại SPAD S.VII.

## Quốc gia sử dụng
Argentina(2)
 Bỉ
- Không quân Bỉ

 Brasil
 Tiệp Khắc(Sau chiến tranh)
 Phần Lan(1)
 Pháp
 Greece
- Không quân Hy Lạp

 Italy
- Regia Aeronautica

 Nhật Bản
 Ba Lan

Những chiếc Spad, ảnh tạp chí những năm 1930

- Không quân Ba Lan (Sau chiến tranh)

 Russian Empire
- Không quân Đế quốc Nga

 Liên Xô
- Không quân Liên Xô – kế thừ từ Không quân Đế quốc Nga.

 Xiêm La
- Không quân Hoàng gia Xiêm La

 Vương quốc Tây Ban Nha
 Thổ Nhĩ Kỳ
- Không quân Thổ Nhĩ Kỳ

 Anh Quốc
- Quân đoàn Không quân Hoàng gia[2]

 Hoa Kỳ
- Lực lượng Viễn chinh Hoa Kỳ
- Cục Không quân Lục quân Hoa Kỳ

 Uruguay
- Không quân Uruguay

## Tính năng kỹ chiến thuật (SPAD S.XIII)

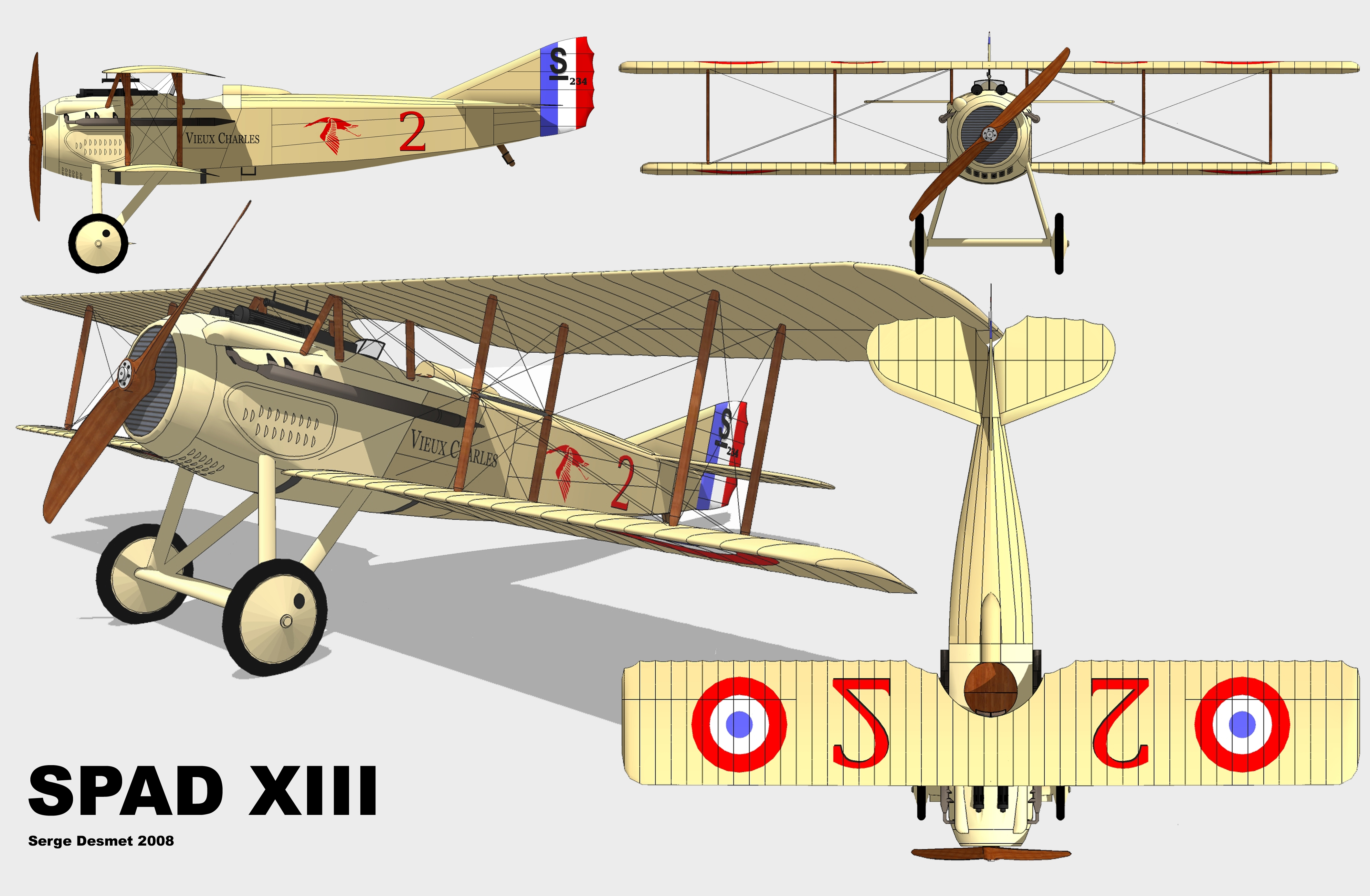

Dữ liệu lấy từ Fighter: The World's Finest Combat Aircraft - 1913 to the Present Day
Đặc điểm tổng quát
- Kíp lái: 1
- Chiều dài: 6,25 m (20 ft 6 in)
- Sải cánh: 8,25 m (27 ft 1 in)
- Chiều cao: 2,60 m (8 ft 6.5 in)
- Diện tích cánh: 21,1 m² (227 ft²)
- Trọng lượng rỗng: 566 kg (1.245 lb)
- Trọng lượng có tải: 856 kg (1.888 lb)
- Trọng lượng cất cánh tối đa: 845 kg (1.863 lb)
- Động cơ: 1 × Hispano-Suiza 8Be, 220 hp (164 kw)

 Hiệu suất bay 
- Vận tốc cực đại: 218 km/h (117 knot, 135 mph) trên độ cao 2.000 m (6.560 ft)
- Trần bay: 6.650 m (21.815 ft)
- Vận tốc lên cao: 2 m/s (384 ft/phút)
- Tải trên cánh: 40,56 kg/m² ()

Trang bị vũ khí

- Súng: 2 x Súng máy Vickers.303-cal. (7,7 mm)